# Championnat de France de rugby à XIII 1947-1948
Navigation
Édition précédente Édition suivante
Le Championnat de France de rugby à XIII 1947-48 oppose pour la saison 1947-1948 les meilleures équipes françaises de rugby à XIII au nombre de quatorze.

## Liste des équipes en compétition
| Albi Avignon Bordeaux-Bayonne Carcassonne Cavaillon Lézignan Libourne Lyon Marseille Paris XIII Catalan Roanne Toulouse O. Villeneuve-sur-Lot |

Quatorze équipes participent au championnat de France de première division .

## Déroulement de la compétition

### Classement de la première phase
Tableau incomplet
| Rang | Club                     | J  | V | N | D | Pts |
| ---- | ------------------------ | -- | - | - | - | --- |
| 1    | A.S. Carcassonne         | 26 | ? | ? | ? | 72  |
| 2    | R.C. Roanne              | 25 | ? | ? | ? | 66  |
| 3    | R.C. Marseille           | 25 | ? | ? | ? | 64  |
| 4    | R.C. Albigeois           | 26 | ? | ? | ? | 60  |
| 5    | XIII Catalan             | 26 | ? | ? | ? | 59  |
| 6    | S.U. Cavaillon           | 26 | ? | ? | ? | 54  |
| 7    | Entente Bordeaux-Bayonne | 24 | ? | ? | ? | 52  |
| 8    | U.S. Villeneuve          | 25 | ? | ? | ? | 46  |
| 9    | S.O. Avignon             | 23 | ? | ? | ? | 41  |
| 10   | F.C. Lézignan            | 25 | ? | ? | ? | 41  |
| 11   | F.C. Lyon                | 23 | ? | ? | ? | 36  |
| 13   | Paris XIII               | 23 | ? | ? | ? | 36  |
| 13   | Libourne XIII            | 23 | ? | ? | ? | 33  |
| 14   | Toulouse olympique XIII  | 25 | ? | ? | ? | 32  |

|  | Champion de la saison régulière et qualifié pour les demi-finales. |
|  | Qualifié pour les demi-finales                                     |

### Phase finale
|  | Demi-finales                 | Demi-finales                 |             |   | Finale                    | Finale                    |
|  | Demi-finales                 | Demi-finales                 |             |   | Finale                    | Finale                    |
|  |                              |                              |             |   |                           |                           |
|  | Le 18 avril 1948 à Perpignan | Le 18 avril 1948 à Perpignan |             |   | Le 2 mai 1948 à Marseille | Le 2 mai 1948 à Marseille |
|  | Le 18 avril 1948 à Perpignan | Le 18 avril 1948 à Perpignan |             |   | Le 2 mai 1948 à Marseille | Le 2 mai 1948 à Marseille |
|  | R.C. Roanne                  | 16                           |             |   | Le 2 mai 1948 à Marseille | Le 2 mai 1948 à Marseille |
|  | R.C. Roanne                  | 16                           |             |   | Le 2 mai 1948 à Marseille | Le 2 mai 1948 à Marseille |
|  | R.C. Marseille               | 11                           |             |   | Le 2 mai 1948 à Marseille | Le 2 mai 1948 à Marseille |
|  | R.C. Marseille               | 11                           | R.C. Roanne | 3 |                           |                           |
|  | Le 18 avril 1948 à Toulouse  |                              | R.C. Roanne | 3 |                           |                           |
|  |                              | A.S. Carcassonne             | 2           |   |                           |                           |
|  | A.S. Carcassonne             | A.S. Carcassonne             | 2           | 7 |                           |                           |
|  | A.S. Carcassonne             |                              |             | 7 |                           |                           |
|  | R.C. Albigeois               | 0                            |             |   |                           |                           |
|  | R.C. Albigeois               | 0                            |             |   |                           |                           |

#### Demis-finales
Les demi-finales ont lieu le dimanche 18 avril 1948.
| Demi-finale Dimanche 18 avril 1948 | R.C. Roanne                                                                                           | 16 - 11 (13 - 3) | R.C. Marseille                                                                                | Perpignan 9 350 spectateurs Arbitre : M. Guidicelli |
| Demi-finale Dimanche 18 avril 1948 | Essai(s) : 4 Contrastin (7e et 74e), Crespo (20e) et Dauger (25e) Transformation(s) : 2 Barreteau (2) |                  | Essai(s) : 3 Brousse (6e), Hatchondo (55e) et Dachs (67e) Transformation(s) : 1 Rouzaud (55e) | Perpignan 9 350 spectateurs Arbitre : M. Guidicelli |
| Demi-finale Dimanche 18 avril 1948 | |                  |                                                                                               | Perpignan 9 350 spectateurs Arbitre : M. Guidicelli |

| Demi-finale Dimanche 18 avril 1948 | A.S. Carcassonne                                                                   | 7 - 0 (5 - 0) | R.C. Albigeois | Toulouse 9 200 spectateurs Arbitre : M. Martung |
| Demi-finale Dimanche 18 avril 1948 | Essai(s) : 1 Py (20e) Transformation(s) : 1 Llari (20e) Pénalité(s) : 1 Llari (45e |               |                | Toulouse 9 200 spectateurs Arbitre : M. Martung |
| Demi-finale Dimanche 18 avril 1948 |                                                                                    |               |                | Toulouse 9 200 spectateurs Arbitre : M. Martung |

#### Finale
(mt : 0 - 2)
Homme du match :
Points marqués :
- Roanne : 1 essai de Taillantou (57e)
- Carcassonne : 1 drop de Puig-Aubert (31e)

Évolution du score : 0-2 (m.t.), 3-2
Arbitre :
Spectateurs : Environ 9 000 spectateurs
Composition des équipes :
- Roanne : Jean Barreteau - Raymond Contrastin, Alain Vernis, Roger Pouy, Joseph Crespo - Pierre Taillantou, René Duffort - Robert Abadié, Vincent Martimpé-Gallart, Lucien Barris, Henri Riu, André Tardif, Robert Dauger - Entraîneur : Robert Samatan
- Carcassonne : Puig-Aubert - Frédéric Trescazes, Jep Maso, Jean Albert, Louis Llari - Félix Bergèse, Roger Guilhem - Pastor, Martin Martin, Jean Poch, Marcel Gacia, Édouard Ponsinet, Germain Calbète - Entraîneur : Antoine Blain

Devant un public à Marseille avec environ 9 000 spectateurs, Roanne et Carcassonne se livrent un remake de la finale de la saison précédente.
La première période de cette finale est dominée par Carcassonne jouant avec le vent dans le dos, mais se heurte à une défense de Roanne hermétique. Un drop de 45 mètres inscrit à la 31e par Puig-Aubert ouvre le score en faveur des Canaris 2-0.
La seconde période est à l'avantage de Roanne qui cette fois-ci joue avec le vent. La charnière de Roanne, Taillantou-Dufort, imprime le rythme du match et marque un essai par le premier nommé à la 57e minute bien servi par Robert Dauger. Bien que Carcassonne parvient à s'infiltrer dans la défense de Roanne, elle ne marque pas d'autres points en raison d'erreurs de transmission ou de réception à l'image d'une échappée de Bergèse épaulée par Frédéric Trescazes qui transmet à Jep Maso qui ne parvient pas à marquer à la 73e minute.
Ce score final de 3-2 permet à Roanne de soulever son deuxième titre de Champion de France d'affilée face au même adversaire en finale.

## Effectifs des équipes présentes
| Roanne           | Robert Abadié Jean Barreteau Lucien Barris Roger Brunel Raymond Contrastin Joseph Crespo Robert Dauger René Duffort Vincent Martimpé-Gallart Roger Pouy Henri Riu Pierre Taillantou André Tardif Alain Vernis Entraîneur : Robert Samatan | Carcassonne        | Jean Albert Félix Bergèse Germain Calbète Cassou Firmin Marcel Gacia Roger Guilhem Louis Llari Martin Martin Jep Maso Louis Mazon Henri Moutou Pastor Jean Poch Édouard Ponsinet Puig-Aubert Justin Py Taillan Fernand Thomas Frédéric Trescazes Entraîneur : Antoine Blain |
| Marseille        | André Béraud Élie Brousse Paul Césard Norbert Costa Dachs Jean Dop Henri Durand Fachan Guerra André Hatchondo Marius Miseroux Ulysse Négrier François Othal Raoul Pérez Rodriguez André Rouzaud Tajan Entraîneur : Jean Duhau             | Albi               | Gabriel Berthomieu Marcel Blanc Bernard Cesses Gaston Combes Desplats Charles Galaup André Masbou Paillères Rouanet |
| XIII Catalan     | Abelanet Robert Casse Guy Cassini Michel Cayrol Gaston Comes Paul Dejean Pierre Drevet Labadie Montagne Marcel Piques (d'Albi) Georges Salles Serre Francis Thubert Ambroise Ulma Entraîneur : François Noguères                          | Cavaillon          | Abel Bagnol Étienne Delaye Roger Frassi Michel Lopez Hubert Prats Pagnetti Saurel Entraîneur : Michel Lopez |
| Bordeaux-Bayonne | José Audignon Paul Bartoletti Maurice Brunetaud Robert Caillou Castagnet Dehez Raymond Detchart Christian Duplé Ithurbide René Lamouliatte Odé Lepes Denis Martiquet Montalibet Simko Henri Sorondo                                       | Villeneuve-sur-Lot | Gaston Calixte Jean Liénard Marès Maussacré |
| Avignon          | André Béraud René Clareton Chastan Cotte Jacques Fabre Fourier Maurice Gonon Jullian R. Pélissier René Rangotte François Rivière Trulius Viviane Entraîneur : François Rivière                                                            | Lézignan           | Gilbert Bertrand Daudé Joseph Guiraud Subias Trières |
| Lyon             | René Dadiès Cazade Delmotte Robert Joly Marcel Loste Roger Minjat François Montrucolis Tardits Entraîneur : René Barnoud | Paris              | Auclair Bichendaritz Brousse Carvalho Crabos Darget Fitte Hirigoyen Inza Robert Joanblanq Albert Kaemph Laborde Marcel Mentèche André Moreau Roland Moreau Sallet Schlimans Marcel Volot Entraîneur : André Hiriart                                                         |
| Toulouse         | Jean Bombail Canillar (ex Pau XV) Cazerivière Marty André Melet Sabarthez | Paris rugby XIII   | Adolphe Inza |